# Municipio de Palenque
El Municipio de Palenque es uno de los 124 municipios que conforman el estado de Chiapas, su cabecera es el ciudad de Palenque.

## Toponimia
Palenque viene del castellano que significa "lugar cercado de una valla de madera o estaca".

## Historia
1915 — Desaparecen las jefaturas políticas y se crean 59 municipios libres, estando éste dentro de esta primera remunicipalización.
1952 — El arqueólogo Alberto Ruz Lhuillier descubre en la zona arqueológica la tumba de Pakal, el rey más importante de los mayas en el siglo VII.
1983 — Para efectos del sistema de planeación se le ubica en la región VI Selva y designada cabecera regional.
1997 — Se hace la moderna terminal aeropuertaria.

## Demografía
De acuerdo a los resultados del Censo de Población y Vivienda de 2020 realizado por el Instituto Nacional de Estadística y Geografía, la población total de Palenque es de 132 265 habitantes, de los cuales 65 076 son hombres y 67 189 son mujeres.

### Localidades
En el censo de 2020 el municipio de Palenque contaba con 683 localidades.
| Código INEGI      | Localidad                  | Población (2020) |
| ----------------- | -------------------------- | ---------------- |
| 070650001         | Palenque                   | 51 797           |
| 070650105         | Río Chancalá               | 2 236            |
| 070650182         | Agua Blanca Serranía       | 1 726            |
| 070650047         | El Edén                    | 1 467            |
| 070650191         | Arimatea                   | 1 385            |
| 070650106         | Doctor Samuel León Brindis | 1 382            |
| 070650184         | Profesor Roberto Barrios   | 1 361            |
| 070650712         | San Juan Tulija            | 1 211            |
| 070650011         | Bajadas Grandes            | 1 192            |
| 070650118         | Babilonia                  | 1 014            |
| Otras localidades | Otras localidades          | 67 494           |
| Total municipal   | Total municipal            | 132 265          |